# Kristin Cast
Pour les articles homonymes, voir Cast.
Kristin Cast, née le 4 novembre 1986 à Tulsa en Oklahoma, est une écrivaine américaine. 

## Biographie
Elle est la fille de P. C. Cast, avec qui elle a écrit la série La Maison de la nuit (House of Night) qui atteint un tirage de 5,5 millions d'exemplaires aux États-Unis. 
Kristin habite l'État américain de l'Oklahoma en compagnie de sa mère, de son chat et de ses chiens.
Kristin a étudié à l'université de Tulsa, et a aidé sa mère pour créer plusieurs livres.

## Œuvres

### UniversLa Maison de la nuit

#### SérieLa Maison de la nuit
Cette série est coécrite avec Phyllis Christine Cast.
1. Marquée, Pocket Jeunesse, 2010 ((en) Marked, 2007), trad. Julie Lopez, 360 p.  (ISBN 978-2-266-18700-8)
2. Trahie, Pocket Jeunesse, 2010 ((en) Betraye, 2007), trad. Julie Lopez, 978-2-266-18701-5352 p.  (ISBN 978-2-266-18701-5)
3. Choisie, Pocket Jeunesse, 2010 ((en) Chosen, 2008), trad. Julie Lopez, 282 p.  (ISBN 978-2-266-18702-2)
4. Rebelle, Pocket Jeunesse, 2011 ((en) Untamed, 2008), trad. Julie Lopez, 366 p.  (ISBN 978-2-266-18703-9)
5. Traquée, Pocket Jeunesse, 2011 ((en) Hunted, 2009), trad. Julie Lopez, 384 p.  (ISBN 978-2-266-20266-4)
6. Tentée, Pocket Jeunesse, 2011 ((en) Tempted, 2009), trad. Julie Lopez, 410 p.  (ISBN 978-2-266-20267-1)
7. Brûlée, Pocket Jeunesse, 2012 ((en) Burned, 2010), trad. Julie Lopez, 408 p.  (ISBN 978-2-266-20268-8)
8. Libérée, Pocket Jeunesse, 2013 ((en) Awakened, 2011), trad. Julie Lopez, 336 p.  (ISBN 978-2-266-20269-5)
9. Destinée, Pocket Jeunesse, 2013 ((en) Destined, 2011), trad. Julie Lopez, 464 p.  (ISBN 978-2-266-20270-1)
10. Cachée, Pocket Jeunesse, 2014 ((en) Hidden, 2012), trad. Julie Lopez, 384 p.  (ISBN 978-2-266-20271-8)
11. Révélée, Pocket Jeunesse, 2014 ((en) Revealed, 2013), trad. Julie Lopez, 384 p.  (ISBN 978-2-266-20272-5)
12. Sauvée, Pocket Jeunesse, 2015 ((en) Redeemed, 2014), trad. Julie Lopez, 448 p.  (ISBN 978-2-266-20273-2)

#### Romans courts
Ces romans courts sont coécrits avec Phyllis Christine Cast.
1. La Promesse de Dragon, Pocket Jeunesse, 2015 ((en) Dragon's Oath, 2011), trad. Aurore Alcayde, 144 p.  (ISBN 978-2-266-23553-2)
2. Le Serment de Lenobia, Pocket Jeunesse, 2012 ((en) Lenobia's Vow, 2012), trad. Aurore Alcayde, 154 p.  (ISBN 978-2-266-23309-5)
3. La Malédiction de Neferet, Pocket Jeunesse, 2015 ((en) Neferet's Curse, 2013), trad. Aurore Alcayde, 192 p.  (ISBN 978-2-266-23554-9)
4. La Chute de Kalona, Pocket Jeunesse, 2015 ((en) Kalona's Fall, 2014), trad. Aurore Alcayde, 160 p.  (ISBN 978-2-8238-2337-0)

#### SérieOther World
Cette série est coécrite avec Phyllis Christine Cast.
1. (en) Loved, 2017
2. (en) Lost, 2018
3. (en) Forgotten, 2019
4. (en) Found, 2020

### SérieSisters of Salem
Cette série est coécrite avec Phyllis Christine Cast.
1. (en) Spells Trouble, 2021
2. (en) Omens Bite, 2022

### SérieDysasters
Cette série est coécrite avec Phyllis Christine Cast.
1. (en) The Dysasters, 2019

### SérieMoonstruck
Cette série est coécrite avec Phyllis Christine Cast.
1. (en) Draw Down the Moon, 2024
2. (en) Give Up the Night, 2025

### SérieThe Escaped
1. (en) Amber Smoke, 2015
2. (en) Scarlet Rain, 2016

### SérieThe Key
1. (en) The Key to Fear, 2020
2. (en) The Key to Fury, 2022

### SérieTowerfall
1. (en) 1 The Empress, 2025